# Збірна Пуерто-Рико з футболу
Збі́рна Пуе́рто-Ри́ко з футбо́лу — національна футбольна команда, що представляє Пуерто-Рико на міжнародних матчах з футболу. Контролюється Федерацією футболу Пуерто-Рико.
Станом на 3 квітня 2025 посідає 157-e місце у рейтингу футбольних збірних світу.

## Чемпіонат світу
- 1930 – 1978 — не пройшла кваліфікацію
- 1982 — не брала участі
- 1986 – 2002 — не пройшла кваліфікацію
- 2006 — не брала участі
- 2010 – 2022 — не пройшла кваліфікацію

## Золотий кубок КОНКАКАФ
- 1963 – 1989 — не брала участь
- 1991 – 2005 — не пройшла кваліфікацію
- 2007 – 2009 — не брала участь
- 2011 – 2025 — не пройшла кваліфікацію